# Нова в занаята
„Нова в занаята“ (на френски: Les Novices) е френска комедия-драма от 1970 година на режисьора Ги Казарил по негов сценарий с участието на Брижит Бардо и Ани Жирардо в главните роли.

## Сюжет
Анес е монахиня, която отива до плажа, за да плува в океана. След като се отдалечава от групата, Анес намира чифт модни дрехи и изоставен мотоциклет. Облича дрeхите, качва се на мотоциклета и от този момент живота и се преобръща наопаки.

## В ролите
| Изпълнител    | Роля                  |
| ------------- | --------------------- |
| Брижит Бардо  | Анес                  |
| Ани Жирардо   | Мона Лиза             |
| Жан Карме     | клиента на кучето     |
| Ноел Роквер   | садистът              |
| Жак Жуано     | клиентът на Мона Лиза |
| Жес Хан       | американецът          |
| Доминик Зарди | полицай               |